# La Cerca de Villaño
La Cerca de Villaño (en euskera: Bilañoko Esparrua) es un pequeño enclave perteneciente a la ciudad vizcaína de Orduña y totalmente rodeado del municipio burgalés del Valle de Losa, en la comarca de Las Merindades; más concretamente circundado de su pedanía de Villaño. Supone un doble enclave, ya que el municipio de Orduña es un enclave vizcaíno dentro de la provincia de Álava y a su vez La Cerca de Villaño lo es de Orduña dentro de la provincia de Burgos.

## Historia
Los orígenes históricos de este enclave parecen situarse en la guerra de las Comunidades de Castilla, cuando el emperador Carlos I de España habría cedido a la ciudad de Orduña este pequeño fragmento de terreno situado en las Siete Merindades de Castilla la Vieja para corresponder al apoyo que los orduñeses dieron a la Corona hispánica en tal disenso que devino en guerra civil castellana. Desde entonces, se habrían delimitado las fronteras del terreno mediante mojones, que las autoridades orduñesas habrían reconocido regularmente hasta el año 1951, cuando se realizó la última visita del ayuntamiento para validar y certificar la presencia de los elementos fronterizos.
La extensión del terreno varía de unas fuentes a otras, si bien no supera la media hectárea en la más optimista medida. De acuerdo con la legislación local, autonómica y nacional, es necesario realizar una delimitación del territorio para incluirla en la relación de terrenos pertenecientes a la ciudad de Orduña, a la provincia de Vizcaya y a la comunidad autónoma del País Vasco.